# Christopher (álbum)
O álbum Christopher é um álbum do cantor Hulvey alcançou a posição 'billboard top Christian, Christian albums chart,#19' no 'rap albums chart', isso aconteceu depois de uma semana do lançamento do álbum. O álbum foi ouvida quatro milhões de vezes. O álbum é de 12 músicas e tem as participações de Lecrae e Svrcina e o álbum Christopher é a continuação de um álbum do cantor Hulvey.